# Parafia św. Jana Kantego w Tarnawie Dolnej
Parafia Świętego Jana Kantego w Tarnawie Dolnej – parafia rzymskokatolicka w Tarnawie Dolnej należąca do dekanatu Sucha Beskidzka, w archidiecezji krakowskiej. Erygowana w 1845 roku.
Od 1 lipca 2024 roku proboszczem parafii jest ks. Artur Węgiel.
Obecny kościół parafialny św. Jana Kantego został wybudowany staraniem hrabiego Władysława Branickego w latach 1878–1882. Jest to świątynia murowana, trzynawowa.